# Zerba
Zerba är en ort och kommun i provinsen Piacenza i regionen Emilia-Romagna i Italien. Kommunen hade 73 invånare (2018).